# Мала церква (Гродно)
Мала церква («монастирик на Підзамчі», «малий попівський монастирик»)  — давньоруська церква XII століття, який існував у XII-XVII ст. в місті Гродно, нині Гродненської області Республіки Білорусь. 
Церква була пам'яткою Гродненської школи зодчества. Донині точне місцезнаходження храму невідоме, припускається, що церква стояла на місці нинішнього пожежного депо (вулиця Замкова, 19).
Аналізуючи містобудівний розвиток Гродно, Олена Квітницька висвітлила місцезнаходження монастирського комплексу. На її думку, у 18 ст. «монастирик на Підзамчі» примикав до площі фарного костелу, ділянок єврейського кварталу, а з двох сторін межував з вуличними артеріями. Ця локалізація чітко вказувала на невисокий пагорб середньовічного посаду на північ від Старого замку. Додатковим підтвердженням цього висновку є інформація про те, що «попівський монастирик» розташовувався над яром Городнічанки.

## Історія
Сама ділянка навпроти Старого замку був забудована ще в ранньому середньовіччі. Згідно з матеріалами археологічних розкопок цей район був заселений вже в XI ст. Вважається, що Мала церква була зведена на території стародавнього посаду в XII ст., що побічно підтверджують результати археологічних розкопок, проведених в 1987 р. Олександром Кравцевичем, під час яких був зафіксований багатий культурний шар XII ст. Надумку відомої дослідниці А. Квітніцької, «монастирик на Підзамчі» знаходився на невисокому пагорбі середньовічного посаду, на північ від Старого замку, тобто біля чи на місці сучасного пожежного депо.
Перша згадка про Малу церкву і «малий попівський монастирик» походить з фальсифікату привілея Вітовта на права і свободи гродненских євреїв 1389 р., який був складений в першій половині XVI ст. На думку Квітніцької зображення Малої церкви було зафіксоване на гравюрі Адельгаузера-Цюнта 1567-1568 рр. Згідно гравюри це була невелика за об'ємом, однонефна кам'яна церква, крита двосхилим дахом, з циліндричним барабаном з невеликим куполом. Королівські ревізори, які в 1680 р. склали список власників нерухомості міста та забудови міських площ, зафіксували факт знищення монастиря з церквою московськими військами в середині цього ж століття. У цьому інвентарі збереглася скромна згадка про те, що на площі знаходився «малий попівський монастирик під замком». На плані 1753 р. в розділі легенди плану «Специфікація. Що ще з будівель залишилося стояти» під літерою«h» вказані площа «руського попа з юрисдикою і будівлею», що означає, що ділянка була власністю уніатської церкви.
В середині 18 ст. площа, на якій стояв монастир, була названа «Воскресенською юриздикою». Таке визначення могло бути обумовлене зв'язками Малої і Воскресенської церков, які ще в 17 ст. розташовувалися на сусідніх пагорбах посаду в середньовічному місті. В останні десятиліття 18 ст. Мала церква остаточно зникає зі сторінок документів. Остання згадка про церкву походить з 1783 р., коли на площах почалося зведення королівської канцелярії і стаєнь.